# Рахматулліна Анастасія Рауфівна
Анастасія Рауфівна Рахматулліна (рос. Анастасия Рауфовна Рахматуллина; нар. 14 вересня 1987) — російська та азербайджанська футболістка, захисниця та нападниця. Виступала за збірну Росії. Майстер спорту Росії міжнародного класу (2007).

## Життєпис
На початку кар'єри виступала за клуби вищої ліги Росії — «Приаліт» (Реутов), «Хімки». Сезон 2008 року розпочала в клубі «Енергія» (Воронеж), але зігравши 4 матчі на старті, покинула команду.
У складі студентської збірної Росії у 2007 році стала срібним призером футбольного турніру Всесвітньої Універсіади.
У 2009 році разом із групою російських футболісток прийняла пропозицію виступати за Азербайджан. Грала за молодіжну збірну країни (WU-19) за підробленими документами на ім'я Анастасія Рахманова, за що пізніше отримала річну дискваліфікацію від УЄФА.
У 2010 році грала у чемпіонаті Росії з міні-футболу за клуб «Волжанка» (Чебоксари). У поєдинку проти самарського клубу (16:0) забила 11 голів. Потім декілька років виступала у першій лізі з великого футболу за клуб «Марієлочка» (Йошкар-Ола), була капітаном команди. Після розформування «Марієлочки» якийсь час грала за казанський «Мірас».
Станом на 2019 рік працювала тренером дитячої команди «Зоря» (Йошкар-Ола).